# ماریا دلاگارد آنتوکولتس

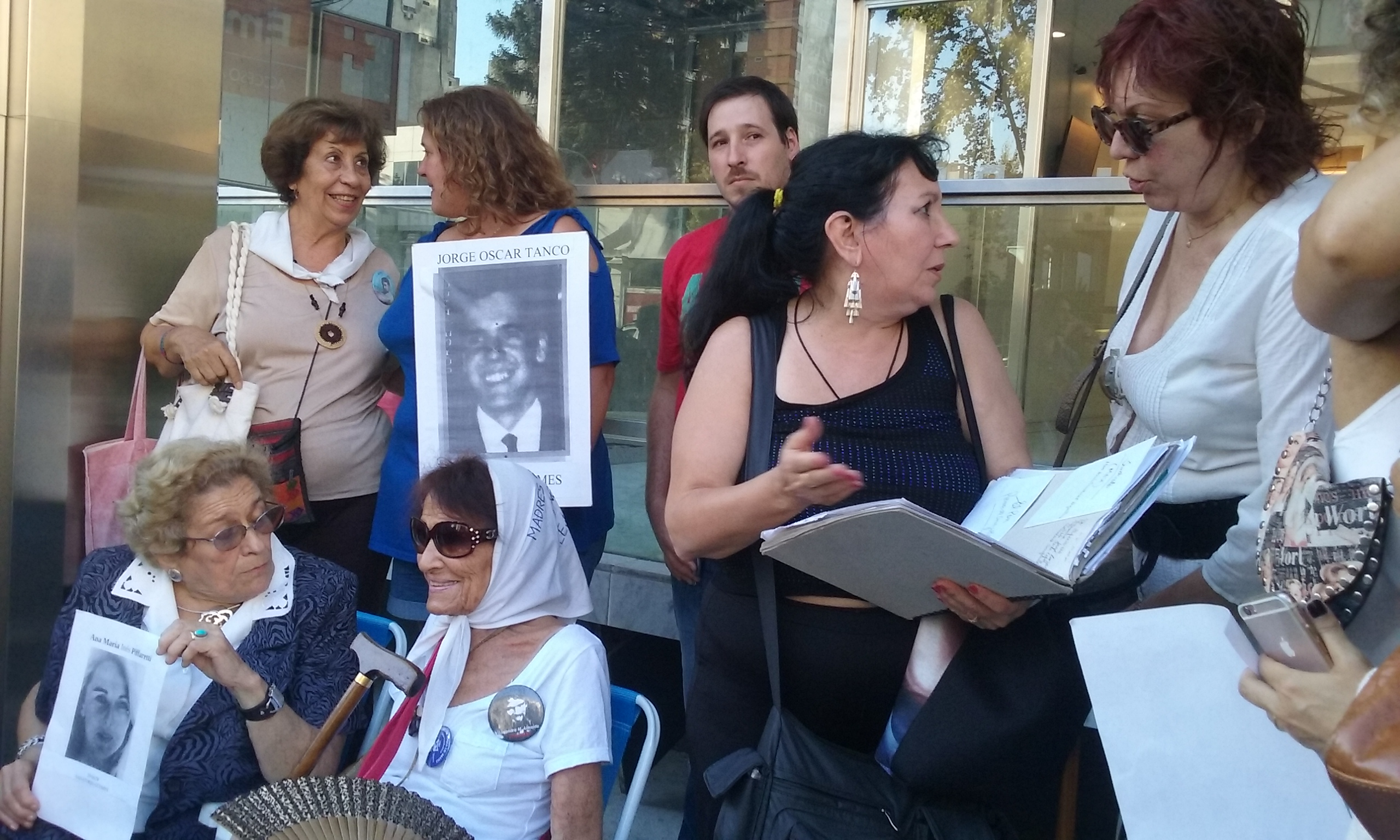
حضور تاتی آلمیدا و ماریا آدلا آنکوکولات، از مادران میدان مایو

ماریا دلاگارد آنتوکولتس (انگلیسی: María Adela Gard de Antokoletz)؛ (زادهٔ ۱۱ اکتبر ۱۹۱۱ – درگذشتهٔ ۲۳ ژوئیهٔ ۲۰۰۲) اهل آرژانتین یکی از زنان جنبش مادران میدان مایو بود.

## فعالیت‌ها
ماریا در ۱۱ اکتبر ۱۹۱۱ متولد شد. وی یکی از چهارده زنی بود که جنبش مادران میدان مایو را بنیان نهاد. پسرش دانیل در نوامبر ۱۹۷۶ ربوده شد. بعداً، هنگامی که او برای دادگاه‌های استانی در بوئنوس آیرس کار می‌کرد، به سایر مادران خود پیوست تا با ایجاد مادران پلازا مایو به فعالیتش ادامه دهد. این گروه با هدف دریافتن بلایایی که در ناپدید شدن قهری فرزندانشان رخ داده بود، بنیان گذاشته شد. ماریا آنتوکولتس به عنوان نماینده‌ای از این گروه، در روز پنجشنبه در میدان پلازا شهر بوئنوس آیرس تظاهرات کردند. ماریا که عکسی از پسرش را در دست داشت در تظاهرات حضور یافت. او در سراسر عمرش به دلیل فعالیت‌هایش تهدید به مرگ شد، اما هیچ چیز او را از فراموش کردن آنچه که برای پسرش رخ داده بود برحذر نداشت.

## جایزه مادران میدان مایو
ماریا دلاگارد آنتوکولتس در ۱۹۹۷، توسط بنیاد گلایتسمن جایزه بین‌المللی گلایتسمن را دریافت نمود.

## اواخر عمر و مرگ
آنتوکولتس تا زمان مرگش در سال ۲۰۰۲ با مادران میدان مایو فعال ماند. در زمان مرگ که ۹۰ سال داشت به عنوان پیرترین عضو گروه به‌شمار می‌رفت. متأسفانه، او هرگز حقیقت را در مورد اتفاقی که برای پسرش دانیل رخ داد، نفهمید، اما فرض بر این بود که او را به رودخانه ریو دلا پلاتا در بوئنوس آیرس انداختند. پس از مرگ او، خانواده‌اش اعلامیه‌ای در خصوص مرگ او صادر کردند که در آن دانیل به عنوان یکی از عزاداران ذکر شده بود و همچنان او را به عنوان «مفقود» ذکر کردند. با این حال، بیانیه مرگ او به دلیل ذکر شدن اسم دانیل هرگز چاپ نشد. آخرین آرزوی آنتوکولتس این بود که خاکسترش در ریو دلا پلاتا پراکنده شود که آرزویش برآورده شد. همچنین برای بزرگداشت آنتوکولتس و همه ناپدید شدگان، گلهایی به رودخانه انداختند.